# Miquel Adrover i Barceló
Miquel Adrover i Barceló (* Dezember 1965 in Calonge) ist ein spanischer Modedesigner.

## Leben
Er lebte auf der spanischen Mittelmeerinsel Mallorca und wurde als Autodidakt zum Modedesigner. Im Jahr 1999 stellte er auf der New York Fashion Week seine erste Kollektion vor. Auch 2000 und 2001 war er auf dieser Modewoche vertreten. 2000 gewann er den Perry-Ellis-Preis des Council of Fashion Designers of America. Die von ihm entworfene Mode wird als mediterran geprägt beschrieben. In New York arbeitete er mit dem Designer Sebastià Pons zusammen. Bis 2004 hielt er sich in New York auf, siedelte dann jedoch wieder nach Mallorca über.